# Красный Яр (Уссурийский городской округ)
В Приморском крае в Пожарском районе тоже есть село Красный Яр.
Кра́сный Яр — село в Уссурийском городском округе Приморского края. Административный центр Краснояровской территории.

## География
Село Красный Яр стоит на правом берегу реки Раздольная.
Дорога к селу Красный Яр идёт на юг от Уссурийска через село Утёсное.
На юг от села Красный Яр дорога идёт к селу Тереховка и посёлок Оленевод Надеждинского района и далее на трассу «Раздольное — Хасан».
Напротив села Красный Яр на левом берегу реки Раздольная стоит станция Баневурово.

## Население
| 1900 | 1912 | 2002 | 2010 |
| ---- | ---- | ---- | ---- |
| 462  | ↗484 | ↘423 | ↗467 |

## Улицы
| - ул. Верхняя, - ул. Луговая, - ул. Новая, - ул. Советская, - пер. Степной. |

## Экономика
Сельскохозяйственные предприятия Уссурийского городского округа.

## Инфраструктура
В селе находятся средняя школа.

## Известные уроженцы
- Ефимов, Василий Мефодьевич (1919—1954) — советский военнослужащий, младший сержант, Герой Советского Союза.